# 過海隧道巴士113線
過海隧道巴士113線是香港一條來往彩虹及堅尼地城（卑路乍灣）的過海隧道巴士路線，由九巴及城巴聯合經營，提供堅尼地城、西營盤、中環、金鐘及灣仔（皇后大道東）來往何文田、九龍城、東頭邨、黃大仙、鑽石山及彩虹邨的過海隧道巴士服務。

## 歷史
- 1976年5月16日：本線開辦，港島區總站設於西環（山市街），由九巴及中巴聯合經營。
- 1982年10月8日：往九龍方向在太子道西後，改經九龍塘嘉林邊道和東寶庭道才入聯合道。
- 1984年：改經原有路線。
- 1988年10月19日：西環總站由山市街遷往荷蘭街。
- 1997年4月14日：九巴增派空調巴士行走。
- 1998年9月1日：中巴專營權結束後，改由新巴合營。
- 1999年1月31日：往九龍方向再度改由太子道西轉入嘉林邊道及東寶庭道，然後才入聯合道。
- 1999年8月15日：為配合堅尼地城（卑路乍灣）巴士總站啟用而遷往。
- 2000年2月1日：本線改為全空調服務。[1]
- 2016年4月17日：九巴班次增設到站時間預報。
- 2018年7月27日：新巴班次增設實時抵站時間查詢服務。
- 2023年7月1日：因應新巴城巴合併，本線改由九巴及城巴聯合經營。

## 服務時間及班次
| 彩虹開           | 彩虹開                            | 彩虹開              | 堅尼地城（卑路乍灣）開 | 堅尼地城（卑路乍灣）開     | 堅尼地城（卑路乍灣）開     |
| 日期             | 服務時間                          | 班次（分鐘）        | 日期                   | 服務時間                   | 班次（分鐘）               |
| ---------------- | --------------------------------- | ------------------- | ---------------------- | -------------------------- | -------------------------- |
| 星期一至五       | 06:00                             | 06:00               | 星期一至五             | 06:30-07:42                | 18                         |
| 星期一至五       | 06:15-06:55                       | 20                  | 星期一至五             | 08:01、08:20               | 08:01、08:20               |
| 星期一至五       | 06:55-07:25                       | 10                  | 星期一至五             | 08:20-09:00                | 10                         |
| 星期一至五       | 07:25-07:42                       | 8                   | 星期一至五             | 09:18-10:30                | 18                         |
| 星期一至五       | 07:50、08:01                      | 07:50、08:01        | 星期一至五             | 10:50-11:30                | 20                         |
| 星期一至五       | 08:15                             | 08:15               | 星期一至五             | 11:47                      | 11:47                      |
| 星期一至五       | 08:15-08:45                       | 14/16               | 星期一至五             | 12:09-12:53                | 22                         |
| 星期一至五       | 09:00                             | 09:00               | 星期一至五             | 13:13                      | 13:13                      |
| 星期一至五       | 09:15、09:30                      | 09:15、09:30        | 星期一至五             | 13:34-14:37                | 21                         |
| 星期一至五       | 09:30-10:30                       | 20                  | 星期一至五             | 14:59-15:43                | 22                         |
| 星期一至五       | 10:50-11:30                       | 20                  | 星期一至五             | 16:03                      | 16:03                      |
| 星期一至五       | 11:48                             | 11:48               | 星期一至五             | 16:18-17:18                | 15                         |
| 星期一至五       | 12:10、12:32                      | 12:10、12:32        | 星期一至五             | 17:18                      | 17:18                      |
| 星期一至五       | 12:32-13:12                       | 20                  | 星期一至五             | 17:38-17:59                | 10/11                      |
| 星期一至五       | 13:34-14:18                       | 22                  | 星期一至五             | 17:59-18:41                | 14                         |
| 星期一至五       | 14:38                             | 14:38               | 星期一至五             | 18:53                      | 18:53                      |
| 星期一至五       | 15:00-15:40                       | 20                  | 星期一至五             | 19:10-20:01                | 17                         |
| 星期一至五       | 16:02                             | 16:02               | 星期一至五             | 20:17                      | 20:17                      |
| 星期一至五       | 16:24-17:08                       | 22                  | 星期一至五             | 20:38、20:59               | 20:38、20:59               |
| 星期一至五       | 17:28                             | 17:28               | 星期一至五             | 20:59-21:39                | 20                         |
| 星期一至五       | 17:42、17:56                      | 17:42、17:56        | 星期一至五             | 22:00-23:00                | 20                         |
| 星期一至五       | 17:56-18:53                       | 19                  | 星期一至五             | 23:15、23:30、23:45、00:00 | 23:15、23:30、23:45、00:00 |
| 星期一至五       | 19:15、19:37                      |                     |                        |                            |                            |
| 星期一至五       | 19:37-20:18                       | 20/21               |                        |                            |                            |
| 星期一至五       | 20:39-21:42                       | 21                  |                        |                            |                            |
| 星期一至五       | 22:01-23:00                       | 19/20               |                        |                            |                            |
| 星期一至五       | 23:15、23:30、23:45、00:00        |                     |                        |                            |                            |
| 星期六           | 06:00                             | 06:00               | 星期六                 | 06:30-07:42                | 18                         |
| 星期六           | 06:15-06:55                       | 20                  | 星期六                 | 08:01、08:20               | 08:01、08:20               |
| 星期六           | 07:10                             | 07:10               | 星期六                 | 08:20-09:00                | 20                         |
| 星期六           | 07:10-07:42                       | 16                  | 星期六                 | 09:20-10:00                | 20                         |
| 星期六           | 08:00-09:00                       | 20                  | 星期六                 | 10:00-10:30                | 15                         |
| 星期六           | 09:15、09:30                      | 09:15、09:30        | 星期六                 | 10:45-11:45                | 20                         |
| 星期六           | 09:30-10:30                       | 20                  | 星期六                 | 12:07-13:13                | 22                         |
| 星期六           | 10:50-11:30                       | 20                  | 星期六                 | 13:33-14:13                | 20                         |
| 星期六           | 12:10-12:50                       | 20                  | 星期六                 | 14:35                      | 14:35                      |
| 星期六           | 13:05                             | 13:05               | 星期六                 | 14:57-16:03                | 22                         |
| 星期六           | 13:25-14:05                       | 20                  | 星期六                 | 16:18-16:48                | 15                         |
| 星期六           | 14:05-14:38                       | 16/17               | 星期六                 | 16:48-17:24                | 12                         |
| 星期六           | 15:00-16:00                       | 20                  | 星期六                 | 17:40、17:58               | 17:40、17:58               |
| 星期六           | 16:22-17:28                       | 22                  | 星期六                 | 17:58-18:38                | 20                         |
| 星期六           | 17:48-18:28                       | 20                  | 星期六                 | 18:53                      | 18:53                      |
| 星期六           | 18:50                             | 18:50               | 星期六                 | 19:10-20:18                | 17                         |
| 星期六           | 19:12-20:18                       | 22                  | 星期六                 | 20:39-21:39                | 20                         |
| 星期六           | 20:40、21:20、21:45               | 20:40、21:20、21:45 | 星期六                 | 22:00-23:00                | 20                         |
| 星期六           | 22:05-22:45                       | 20                  | 星期六                 | 23:15、23:30、23:45、00:00 | 23:15、23:30、23:45、00:00 |
| 星期六           | 23:00、23:15、23:30、23:45、00:00 |                     |                        |                            |                            |
| 星期日及公眾假期 | 06:30-07:10                       | 20                  | 星期日及公眾假期       | 06:30-07:10                | 20                         |
| 星期日及公眾假期 | 07:10-07:42                       | 16                  | 星期日及公眾假期       | 07:10-07:42                | 16                         |
| 星期日及公眾假期 | 07:58-08:30                       | 16                  | 星期日及公眾假期       | 08:00-09:00                | 20                         |
| 星期日及公眾假期 | 08:30-09:00                       | 15                  | 星期日及公眾假期       | 09:20-10:00                | 20                         |
| 星期日及公眾假期 | 09:20-10:00                       | 20                  | 星期日及公眾假期       | 10:18                      | 10:18                      |
| 星期日及公眾假期 | 10:18                             | 10:18               | 星期日及公眾假期       | 10:35-11:35                | 20                         |
| 星期日及公眾假期 | 10:38-11:18                       | 20                  | 星期日及公眾假期       | 11:55-12:35                | 20                         |
| 星期日及公眾假期 | 11:36                             | 11:36               | 星期日及公眾假期       | 12:54                      | 12:54                      |
| 星期日及公眾假期 | 11:54-12:54                       | 20                  | 星期日及公眾假期       | 13:16、13:38               | 13:16、13:38               |
| 星期日及公眾假期 | 13:15-14:18                       | 21                  | 星期日及公眾假期       | 13:38-14:18                | 20                         |
| 星期日及公眾假期 | 14:37、14:56                      | 14:37、14:56        | 星期日及公眾假期       | 14:38-15:18                | 20                         |
| 星期日及公眾假期 | 14:56-15:36                       | 20                  | 星期日及公眾假期       | 15:36                      | 15:36                      |
| 星期日及公眾假期 | 15:56-16:36                       | 20                  | 星期日及公眾假期       | 15:54-16:54                | 20                         |
| 星期日及公眾假期 | 16:54                             | 16:54               | 星期日及公眾假期       | 17:12-18:00                | 16                         |
| 星期日及公眾假期 | 17:12-18:12                       | 20                  | 星期日及公眾假期       | 18:12                      | 18:12                      |
| 星期日及公眾假期 | 18:32-19:12                       | 20                  | 星期日及公眾假期       | 18:30-19:30                | 20                         |
| 星期日及公眾假期 | 19:30                             | 19:30               | 星期日及公眾假期       | 19:50、20:10               | 19:50、20:10               |
| 星期日及公眾假期 | 19:52-20:42                       | 25                  | 星期日及公眾假期       | 20:10-20:42                | 16                         |
| 星期日及公眾假期 | 21:07、21:32、21:54               | 21:07、21:32、21:54 | 星期日及公眾假期       | 21:00-21:54                | 18                         |
| 星期日及公眾假期 | 22:14-22:54                       | 20                  | 星期日及公眾假期       | 22:14-22:54                | 20                         |
| 星期日及公眾假期 | 23:16-00:00                       | 22                  | 星期日及公眾假期       | 23:15、23:35、00:00        | 23:15、23:35、00:00        |

- 註：有紅字班次為九巴派車，其餘班次為城巴派車。

## 收費
全程：$12.9
- 九龍醫院往堅尼地城／林士街往彩虹：$12.2
- 跑馬地馬場往堅尼地城／紅磡海底隧道往彩虹：$7.7
- 正街往堅尼地城：$6.1

| - 本線設有12歲以下小童及65歲或以上長者半價優惠。 - 65歲或以上香港居民使用「樂悠咭」，以及12歲以下合資格殘疾兒童使用「殘疾人士身份」個人八達通繳付車資，均可享有每程$2.0或半價（以較低者為準）的票價優惠；12至64歲合資格殘疾人士使用「殘疾人士身份」個人八達通（包括「樂悠咭」），以及60至64歲香港居民使用「樂悠咭」繳付車資，均可享有每程$2.0或全費（以較低者為準）的票價優惠。 - 65歲或以上長者如使用長者或一般個人八達通繳付車資，則只可享有半價優惠；12至64歲合資格殘疾人士如不使用「殘疾人士身份」個人八達通，以及60至64歲人士如不使用「樂悠咭」繳付車資，必須繳付全費。 - 乘客可以現金或八達通於上車時付款，不設找續。 - 每位成人乘客可免費攜帶最多兩名4歲以下而不佔座位的兒童乘客乘車，超額之4歲以下小童必須繳付小童車費乘車。 - 持有「九巴月票」之乘客在車票有效期內，每日可享最多10程任何九龍巴士及龍運巴士路線（包括本路線，合資格車程只適用於九龍巴士／龍運巴士提供的班次；惟乘搭機場「A」及「NA」線則可享原價二七折優惠（不會計算每天10次合資格車程））；而B1線則可每日可享最多2程（不會計算每天10次合資格車程）。 - 九龍巴士、城巴、龍運巴士及陽光巴士全職員工及家屬（不包括外判職員）可免費乘搭本路線（陽光巴士員工及家屬只適用於九龍巴士提供的班次），惟必須拍職員或職員家屬八達通。 - 乘客亦可使用AlipayHK「易乘碼」、支付寶、WeChatHK／微信支付「搭車碼」、銀聯雲閃付「乘車碼」及BOC Pay「乘車碼」、具有感應式支付功能的JCB、卡美國運通、大來國際、Discover Card（只適用於九龍巴士／龍運巴士提供的班次）、VISA、Mastercard及銀聯卡，以及Apple Pay、Google Pay及Samsung Pay流動支付平台繳付車資。九巴班次的乘客使用上述付款方式，將只可享有與其他九巴路線／聯營路線九巴班次之轉乘優惠；城巴班次的乘客使用上述付款方式，將只可享有與其他城巴獨營路線或聯營線城巴班次之轉乘優惠。乘客亦不能享有「公共交通費用補貼計劃」及「長者及合資格殘疾人士公共交通票價優惠計劃」。 |

## 八達通轉乘優惠
乘搭此線往港島方向之乘客於登車後150分鐘內在海底隧道巴士轉乘站轉乘以下路線，第二程成人票價便可減收$3.5，小童／長者票價減收$1.8，乘客必須在150分鐘內轉車。
| 紅隧轉乘優惠計劃路線列表 | 紅隧轉乘優惠計劃路線列表 | 紅隧轉乘優惠計劃路線列表 | 紅隧轉乘優惠計劃路線列表 |
| 巴士公司                 | 轉乘路線                 | 出發地                   | 目的地                   |
| ------------------------ | ------------------------ | ------------------------ | ------------------------ |
| 城巴、九巴               | 101                      | 觀塘（裕民坊）           | 堅尼地城                 |
| 城巴、九巴               | 102                      | 美孚                     | 筲箕灣                   |
| 城巴、九巴               | 102P                     | 美孚                     | 筲箕灣                   |
| 城巴、九巴               | 103                      | 竹園邨                   | 蒲飛路                   |
| 城巴、九巴               | 104                      | 白田                     | 堅尼地城                 |
| 城巴、九巴               | 106                      | 黃大仙                   | 小西灣（藍灣半島）       |
| 城巴、九巴               | 106P                     | 黃大仙                   | 小西灣（藍灣半島）       |
| 城巴                     | 106A                     | 黃大仙                   | 太古（康怡廣場）         |
| 城巴、九巴               | 107                      | 九龍灣                   | 華貴邨                   |
| 城巴、九巴               | 107P                     | 海逸豪園                 | 數碼港                   |
| 九巴                     | 108                      | 九龍灣（啟業）           | 寶馬山                   |
| 城巴、九巴               | 109                      | 何文田                   | 中環（港澳碼頭）         |
| 城巴、九巴               | 110                      | 尖沙咀東（麼地道）       | 筲箕灣                   |
| 城巴、九巴               | 111                      | 坪石                     | 中環（港澳碼頭)          |
| 城巴、九巴               | 111P                     | 彩福                     | 中環（港澳碼頭)          |
| 城巴、九巴               | 112                      | 蘇屋                     | 北角（百福道）           |
| 城巴、九巴               | 113                      | 彩虹                     | 堅尼地城（卑路乍灣）     |
| 城巴、九巴               | 115                      | 九龍城碼頭               | 中環（港澳碼頭）         |
| 城巴、九巴               | 115P                     | 海逸豪園                 | 中環（港澳碼頭）         |
| 城巴、九巴               | 116                      | 慈雲山（中）             | 鰂魚涌（祐民街）         |
| 城巴、九巴               | 117                      | 深水埗（欽州街）         | 跑馬地（下）             |
| 城巴、九巴               | 118                      | 長沙灣（深旺道）         | 小西灣（藍灣半島）       |
| 城巴、九巴               | 118P                     | 長沙灣（深旺道）         | 小西灣（藍灣半島）       |
| 城巴、九巴               | 170                      | 沙田站                   | 華富（中）               |
| 城巴、九巴               | 171                      | 荔枝角                   | 海怡半島                 |
| 城巴、九巴               | 182                      | 愉翠苑                   | 中環（港澳碼頭）         |

## 使用車輛
現時九巴用車包括5輛富豪B9TL 12米（AVBWU）及3輛亞歷山大丹尼士Enviro 500 MMC 12米（ATENU）雙層空調巴士，均屬九龍灣車廠。
| 車隊編號 | 車牌   |
| -------- | ------ |
| AVBWU491 | US155  |
| AVBWU603 | UY2897 |
| AVBWU604 | UY2914 |
| AVBWU617 | UY5283 |
| AVBWU618 | UY5296 |
| ATENU145 | SH7320 |
| ATENU409 | TE3319 |
| ATENU601 | TM8255 |

城巴方面共派出10輛雙層巴士，主要為：亞歷山大丹尼士Enviro 400 10.4米（38XX）、亞歷山大丹尼士Enviro 500（11.3米40XX、12米55XX）、亞歷山大丹尼士Enviro 500 MMC（11.3米40XX、12米55XX-58XX）、富豪B9TL（11.3米45XX、12米52XX）及富豪B8L 12米（523X）。

## 行車路線
彩虹開經：彩虹道、龍翔道、鳳舞街、東頭村道、聯合道、太子道西、窩打老道、培正道、常興街、公主道、康莊道、紅磡海底隧道、堅拿道天橋、堅拿道東、^摩利臣山道、^皇后大道東、金鐘道、德輔道中、摩利臣街、干諾道西、德輔道西、堅尼地城海傍、山市街、卑路乍街、加多近街、堅尼地城新海旁及城西道。
- ^逢跑馬地賽馬日賽事結束前一小時至結束後一小時期間，本線改經堅拿道西、軒尼詩道才返回金鐘道原有路線。

堅尼地城（卑路乍灣）開經：城西道、西祥街北、西祥街、卑路乍街、荷蘭街、堅彌地城海旁、德輔道西、干諾道西、干諾道中、林士街，德輔道中，金鐘道、皇后大道東、摩利臣山道、禮頓道、堅拿道西、堅拿道天橋、紅磡海底隧道、康莊道、公主道、民豐徑、培正道、窩打老道、太子道西，基堤道、界限街、嘉林邊道、東寶庭道、聯合道、東頭村道、沙田坳道、彩虹道及彩虹通道。

### 沿線車站

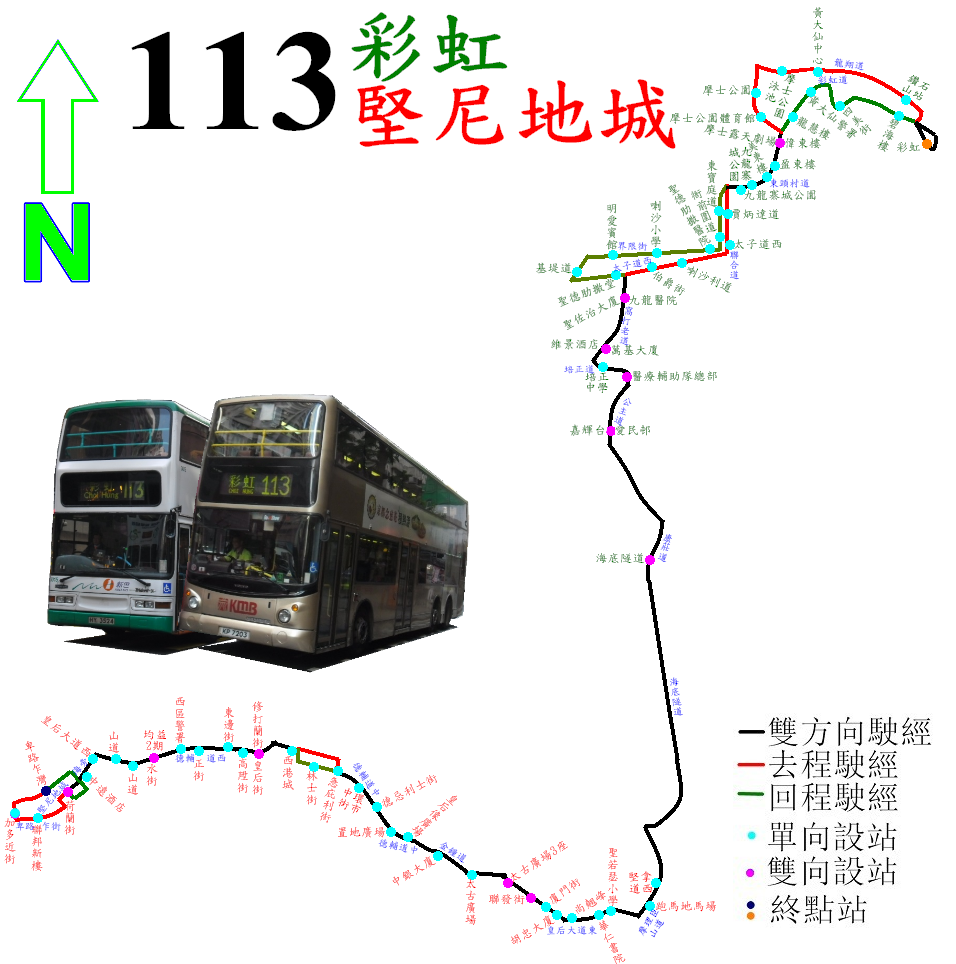
本線的走線圖

| 彩虹開 | 彩虹開                         | 彩虹開                         | 堅尼地城（卑路乍灣）開 | 堅尼地城（卑路乍灣）開         | 堅尼地城（卑路乍灣）開         |
| 序號   | 車站名稱                       | 位置                           | 序號                   | 車站名稱                       | 位置                           |
| ------ | ------------------------------ | ------------------------------ | ---------------------- | ------------------------------ | ------------------------------ |
| 1      | 彩虹轉車站－彩虹巴士總站（N3） | 彩虹轉車站－彩虹巴士總站（N3） | 1                      | 卑路乍灣 （堅尼地城巴士總站）  | 堅尼地城（卑路乍灣）巴士總站   |
| 2      | 鑽石山站                       | 龍翔道                         | 2                      | 荷蘭街                         | 荷蘭街                         |
| 3      | 黃大仙轉車站－黃大仙廟（C2）   | 龍翔道                         | 3                      | 堅尼地城游泳池休憩處           | 德輔道西                       |
| 4      | 摩士公園游泳池                 | 龍翔道                         | 4                      | 山道                           | 德輔道西                       |
| 5      | 摩士公園                       | 鳳舞街                         | 5                      | 均益大廈第二期                 | 德輔道西                       |
| 6      | 摩士公園體育館                 | 鳳舞街                         | 6                      | 西區警署                       | 德輔道西                       |
| 7      | 東頭邨偉東樓                   | 東頭村道                       | 7                      | 東邊街                         | 德輔道西                       |
| 8      | 東頭邨盈東樓                   | 東頭村道                       | 8                      | 修打蘭街                       | 德輔道西                       |
| 9      | 九龍寨城公園                   | 東頭村道                       | 9                      | 林士街                         | 德輔道中                       |
| 10     | 賈炳達道                       | 聯合道                         | 10                     | 德忌利士街                     | 德輔道中                       |
| 11     | 太子道西                       | 聯合道                         | 11                     | 皇后像廣場                     | 德輔道中                       |
| 12     | 喇沙利道                       | 太子道西                       | 12                     | 太古廣場三座                   | 皇后大道東                     |
| 13     | 伯爵街                         | 太子道西                       | 13                     | 聯發街                         | 皇后大道東                     |
| 14     | 九龍醫院                       | 窩打老道                       | 14                     | 廈門街                         | 皇后大道東                     |
| 15     | 萬基大廈                       | 窩打老道                       | 15                     | 尚翹峰                         | 皇后大道東                     |
| 16     | 培正中學                       | 培正道                         | 16                     | 聖若瑟小學                     | 皇后大道東                     |
| 17     | 醫療輔助隊總部                 | 公主道                         | 17                     | 堅拿道西                       | 堅拿道西                       |
| 18     | 愛民邨                         | 公主道                         | 18                     | 紅磡海底隧道轉車站（C3）       | 康莊道                         |
| 19     | 紅磡海底隧道轉車站（B2）       | 康莊道                         | 19                     | 嘉輝台                         | 公主道                         |
| 20     | 跑馬地馬場                     | 摩理臣山道                     | 20                     | 醫療輔助隊總部                 | 公主道                         |
| 21     | 香港華仁書院                   | 皇后大道東                     | 21                     | 九龍維景酒店                   | 窩打老道                       |
| 22     | 胡忠大廈                       | 皇后大道東                     | 22                     | 聖佐治大廈                     | 窩打老道                       |
| 23     | 聯發街                         | 皇后大道東                     | 23                     | 聖德肋撒堂                     | 太子道西                       |
| 24     | 太古廣場三座                   | 皇后大道東                     | 24                     | 基堤道                         | 基堤道                         |
| 25     | 金鐘站－太古廣場               | 金鐘道                         | 25                     | 明愛賓館                       | 界限街                         |
| 26     | 中銀大廈                       | 金鐘道                         | 26                     | 喇沙小學                       | 界限街                         |
| 27     | 置地廣場                       | 德輔道中                       | 27                     | 聖德肋撒醫院                   | 界限街                         |
| 28     | 中環街市                       | 德輔道中                       | 28                     | 衙前圍道                       | 嘉林邊道                       |
| 29     | 急庇利街                       | 德輔道中                       | 29                     | 東寶庭道                       | 嘉林邊道                       |
| 30     | 西港城                         | 干諾道西                       | 30                     | 九龍寨城公園                   | 東頭村道                       |
| 31     | 皇后街                         | 德輔道西                       | 31                     | 美東邨美東樓                   | 東頭村道                       |
| 32     | 高陞街                         | 德輔道西                       | 32                     | 摩士公園露天劇場               | 東頭村道                       |
| 33     | 正街                           | 德輔道西                       | 33                     | 黃大仙下邨龍滿樓               | 東頭村道                       |
| 34     | 水街                           | 德輔道西                       | 34                     | 黃大仙下邨龍慧樓               | 東頭村道                       |
| 35     | 山道                           | 德輔道西                       | 35                     | 黃大仙警署                     | 彩虹道                         |
| 36     | 堅尼地城游泳池                 | 堅彌地城海旁                   | 36                     | 四美街                         | 彩虹道                         |
| 37     | 山市街                         | 堅彌地城海旁                   | 37                     | 彩虹轉車站－彩虹邨碧海樓（M1） | 彩虹邨通道                     |
| 38     | 聯邦新樓                       | 卑路乍街                       | 38                     | 彩虹轉車站－彩虹巴士總站（N3） | 彩虹轉車站－彩虹巴士總站（N3） |
| 39     | 加多近街                       | 加多近街                       |                        |                                |                                |
| 40     | 卑路乍灣 （堅尼地城巴士總站）  | 堅尼地城（卑路乍灣）巴士總站   |                        |                                |                                |

## 使用狀況
此路線開線初期，由於沒有鐵路競爭，此路線成為黃大仙、九龍城、何文田往來灣仔區及中西區的主要過海路線，亦是當時皇后大道東唯一一條過海隧巴路線，故客量相當高，中巴和九巴以頻密班次服務。
地鐵於八十年代通車後，黃大仙往來灣仔、中環的車程大幅縮短，沿線人口老化加上啟德機場於1998年搬遷，九龍城商業活動減少，此路線客量受到沉重打擊，班次不斷地被削減。本線部分服務範圍路段與104線重疊，但班次亦不及104線頻密。
現時此路線是西區唯一一條來往中九龍的全日過海路線，加上途經灣仔皇后大道東、中環主要商業區，以及擁有東頭邨、美東邨、九龍城等獨市位。不過，由於沿途受到港鐵競爭，行車路線又相當迂迴，所謂獨市位的客量又遠不及101服務灣仔道、土瓜灣、太子道東等地高港鐵西港島綫通車後令不少西區乘客改乘港鐵往來九龍，此路線客量更雪上加霜。運輸署建議此路線兩邊總站縮短至黃大仙和中環（港澳碼頭），以便101X線提供全日服務，但受到區議會反對，令計劃擱置。
總括而言，現時此路線除了繁忙時間客量較高外，其餘時間客量偏低。另外，自從港鐵西港島綫通車後只有極少西區乘客會乘搭此路線過海。
有黃大仙區議員建議此路線延長至慈雲山，為慈雲山、斧山居民提供全日過海隧巴往來灣仔、中環，並精簡途經路段。